# Branca (Gubbio)
Branca è una frazione del comune di Gubbio (PG) in Umbria.
Il paese si trova lungo la strada provinciale che conduce da Gubbio a Fossato di Vico, ha una superficie di 85 km² e dista 15,6 km dal comune di appartenenza e 6 km dalla stazione ferroviaria di Fossato di Vico (crocevia ferroviario lungo la direttrice Roma-Ancona). In questa frazione si trova l'ospedale dei comuni di Gubbio e Gualdo Tadino.

## Istruzione
- Scuola dell'infanzia frazione di Branca
- Scuola media statale Ottaviano Nelli sezione distaccata

## Manifestazioni
- Festa Madonna del Granello, 22 agosto
- Festa della trebbiatura, 6 e 7 agosto

## Infrastrutture e trasporti

### Ferrovie
Dal 1886 al 1945 era in funzione anche la Ferrovia Appennino Centrale a scartamento ridotto che partiva da Arezzo e arrivava fino a Fossato di Vico e a Branca aveva la sua stazione ferroviaria.

## Sport

### Associazioni sportive
- A.S.D. Branca
- U.S. VIS Branca (Ciclismo)

### Impianti sportivi
- Campo sportivo (calcio)